# Saint-Aubin-de-Scellon
Saint-Aubin-de-Scellon – miejscowość i gmina we Francji, w regionie Normandia, w departamencie Eure.
Według danych na rok 1990 gminę zamieszkiwało 285 osób, a gęstość zaludnienia wynosiła 21 osób/km² (wśród 1421 gmin Górnej Normandii Saint-Aubin-de-Scellon plasuje się na 626 miejscu pod względem liczby ludności, natomiast pod względem powierzchni na miejscu 183).